# 李孝恩
李孝恩（韓語：이효은，英語：Lee Hyo Eun ，1993年3月16日－），藝名：孝恩（韓語：효은；英语：Hyoeun），韓國女歌手、演員，出生于韩国首爾。前女子組合Stellar成員，担任主唱和形象。

## 经历

### 2012年：加入Stellar
1月26日，利瑟和趙雅宣布退出，由敏熙和孝恩取代两人的位置。3月1日，发行回归单曲《UFO》 （页面存档备份，存于）。4月9日，Stellar 被國防宣傳院委任為慰問列車的宣傳大使。

### 2013年：《Study》
7月11日，發行第三張數位單曲《Study （页面存档备份，存于）》。

### 2014年：《Marionette》性感惹爭議、《Mask》
2月2日，發行首張迷你專輯《Marionette》。在MV （页面存档备份，存于）中Stellar不同於出道三年以來的清純輕盈路線，改著性感服裝引起了爭議。8月21日，以新歌《Mask》 （页面存档备份，存于）回歸。

### 2015年：《Fool》、《Vibrato》回歸
3月11日，發表新曲《Fool》 （页面存档备份，存于）。MV中表達了Stellar對負評的感受。7月19日，公開《Vibrato》MV （页面存档备份，存于）。

### 2016年：《Sting》、《Cry (펑펑울었어)》发布
1月18日發行第二張迷你專輯《Sting》 （页面存档备份，存于）。7月18日舉辦了 《Cry》 的 Showcase ，並公開音源及 MV （页面存档备份，存于） 。

### 2017年：发布迷你专辑《Stellar into the world》
6月27日，公開《Stellar into the world》主打曲《세피로트의 나무 （Archangels of the Sephiroth） （页面存档备份，存于）》MV，該曲帶有濃厚的宗教神秘色彩，是一首以猶太教的神秘符號生命之樹為發想創作的歌曲，其中孝恩代表水。

## 音乐作品

### 單曲
| #   | 名称        | 單曲資料                               | 曲目                                                 |
| 1st | 《UFO》     | - 發行日期：2012年2月8日 - 語言：韓語  | 1. UFO                                               |
| 2nd | 《Study》   | - 發行日期：2013年7月11日 - 語言：韓語 | 1. 공부하세요(Study) 2. 공부하세요(Study)(Inst.)     |
| 3rd | 《Mask》    | - 發行日期：2014年8月21日 - 語言：韓語 | 1. 마스크(Mask) 2. 마스크(Mask)(Inst.)               |
| 4th | 《Fool》    | - 發行日期：2015年3月11日 - 語言：韓語 | 1. 멍청이(Fool) 2. 멍청이(Fool)(Inst.)               |
| 5th | 《Vibrato》 | - 發行日期：2015年7月20日 - 語言：韓語 | 1. 떨려요(Vibrato)                                   |
| 6th | 《Cry》     | - 發行日期：2016年7月18日 - 語言：韓語 | 1. Intro 2. Crying (펑펑울었어) 3. Ringtone (벨소리) |

### 迷你专辑
| #   | 專輯資料                                                                        | 曲目 |
| 1st | 首張迷你專輯《Marionette》 - 語言：韓語 - 發行時間：2014年2月12日               | 1. T.I.E(Intro) 2. 마리오네트(Marionette) 3. Guilty 4. 가져 너 다(Take It All) 5. 공부하세요(Study) 6. 마리오네트(Marionette)(Inst.) 7. 공부하세요(Study)(Remix Ver.) |
| 2nd | 第二張迷你專輯《Sting》 - 語言：韓語 - 發行時間：2016年1月18日                  | 1. Do You Hear Me?(Intro) 2. 찔려(Sting) 3. Insomnia 4. Love Spell 5. 신데렐라(Cinderella) 6. 떨려요(Vibrato)                                                         |
| 3rd | 第三張迷你專輯《Stellar into the world》 - 語言：韓語 - 發行時間：2017年6月27日 | 1. 세피로트의 나무（Archangels of the Sephiroth） 2. 왜 때문에 3. The Wave 4. Twinkle 5. 세피로트의 나무（Inst.）                                                     |

### OST
| #   | 专辑资料                                                         | 曲目                                                             |
| 1st | 《全都會好的 OST Part.1》 - 发行日期：2015年9月21日 - 语言：韩语 | 1. 我的爱 You（내사랑 You） 2. 我的爱 You（내사랑 You）（Inst.） |